# Deux Honnêtes Fripouilles
Pour plus de détails, voir Fiche technique et Distribution.
Deux Honnêtes Fripouilles (Partners in Crime) est un film américain réalisé par Frank R. Strayer, sorti en 1928.

## Synopsis
Une grande ville est déchirée par des guerres de gang rivaux mais un détective privé va arranger les choses...

## Fiche technique
- Titre : Deux Honnêtes Fripouilles
- Titre original : Partners in Crime
- Réalisation : Frank R. Strayer
- Scénario : Grover Jones et Gilbert Pratt
- Photographie : William Marshall
- Montage : William Shea
- Société de production : Paramount Pictures
- Pays d'origine : États-Unis
- Format : Noir et blanc - 1,33:1 - Film muet
- Genre : comédie
- Date de sortie : 1928

## Distribution
- Wallace Beery : Détective Mike Doolan
- Raymond Hatton : 'Scoop' McGee
- Mary Brian : Marie Burke
- William Powell : Smith
- Jack Luden : Richard Demming
- Arthur Housman : Barton
- Albert Roccardi : Kanelli
- Joseph W. Girard : Chef de la police
- George Irving : B.R. Carnwall
- Bruce Gordon : Dodo
- Jack Richardson : Jake